# Madonna col Bambino tra i santi Domenico e Tommaso d'Aquino
La Madonna col Bambino tra i santi Domenico e Tommaso d'Aquino è un affresco staccato di Beato Angelico, già nel convento di San Domenico a Fiesole, ed oggi conservato nel Museo dell'Ermitage di San Pietroburgo. Risale al 1435 circa e misura 196x184 cm.

## Storia
L'affresco decorava il dormitorio del convento e venne staccato e venduto all'epoca delle soppressioni napoleoniche, quando gran parte dei tesori artistici vennero dispersi. Esisteva anche un affresco simile dipinto dall'Angelico sul portale di San Domenico a Cortona, databile al 1438 circa e raffigurante la Madonna col Bambino tra i santi Domenico e Pietro Martire. L'affresco vennero asportato durante le spoliazioni napoleoniche e spedito in Francia, e venduto dai napoleonici ai russi. 

## Descrizione e stile
L'opera è una sacra conversazione tra la Madonna in trono col bambino e i due più importanti santi domenicani: san Domenico di Guzman (col giglio) e san Tommaso d'Aquino (col libro e la stella dorata).
Questo affresco, assieme a quello della Crocefissione con i dolenti e san Domenico, oggi al Louvre, è importante perché mostra i primi sviluppi dello stile dell'Angelico verso forme più sobrie e mistiche, sia nel linguaggio pittorico che nell'iconografia, dove mancano elementi decorativi, per aumentare la partecipazione religiosa dell'osservatore. Questo stile, che sarà quello degli affreschi del convento di San Marco a Firenze, stimolavano e arricchivano la vita spirituale della comunità cenobitica. La rappresentazione minima di eventi è dettagli era volta ad un completamento ideale nella mente dell'osservatore.
Importante è il ruolo unificatore della luce, che si posa chiara sui personaggi e sui panneggi creando un senso di illuminazione divina.